# 美波 (創作歌手)
美波（日语：／ Minami，1997年9月14日—），日本女性創作歌手，以演唱2019年春季動畫《家有女友》片頭曲《聲嘶力竭》正式主流出道，並以此曲知名於動畫圈。出道前以TwitCasting為主要活動平台，出道後仍有數次在TwitCasting上直播自彈自唱，惟次數已不如以往。其作品《聲嘶力竭》目前在YouTube平台上點閱次數已突破2億次，多數作品在YouTube平台上點閱次數亦達到三千萬次以上。

## 經歷
中學時受到尾崎豐的Live刺激而開始作詞作曲。在高中時買了吉他後認真參與音樂活動。
2017年，首張迷你專輯《Emotional Water》與首張迷你單曲《main actor》發行，在Tower Records的涉谷、札幌、仙台、名古屋、大阪、廣島以及福岡店限定販賣。同年8月24日，實現在20歲前舉辦個人演唱會的夢想，在shibuya eggman以《Emotional Water〜my teen finale〜》為名舉辦個人演唱會。
參加由flying DOG所舉辦的「第2回flying DOG甄選會（日语：第2回フライングドッグオーディション）」並且得獎，之後在2018年2月21日以《ETERNAL BLUE》為名再次在shibuya eggman舉辦個人演唱會，並且公開正式於唱片業出道。
2018年11月9日於Twitter上公開將為動畫家有女友演唱片頭曲，並於隔年1月30日發行出道後首張迷你專輯《聲嘶力竭》。迷你專輯《聲嘶力竭》中作為家有女友動畫片頭曲的專輯同名曲獲得最多關注，目前於YouTube平台上點閱次數已累積約1.7億次，且在串流平台Spotify也累積超過1億次串流量，是其至今最成功的音樂作品。同張專輯的另一首歌曲《ライラック》（台譯：紫丁香）亦相當受歡迎，於YouTube平台上點閱次數已累積超過6700萬次，且在串流平台Spotify也累積超過1200萬次串流量。
2020年移籍至日本華納音樂，於該年7月1日發行線上單曲《アメヲマツ、》（台譯：等待雨），並於6月30日在YouTube平台上公開該曲音樂錄影帶，作為移籍後首波主打。目前《アメヲマツ、》在YouTube平台上點閱次數已超過7000萬次，在串流平台Spotify也累積超過1500萬次串流量。後因為嚴重特殊傳染性肺炎疫情影響的關係，推遲了許多音樂發表計畫和現場演出活動，並於2021年重新開始原先的安排。
2021年6月4日宣布將發行第二張迷你專輯《DROP》，並於同年7月21日正式發售，除了收錄去年已發行的線上單曲《アメヲマツ、》外，另外收錄了四首歌曲，其中專輯同名單曲《DROP》作為新專輯的第二波主打，於專輯發行後一天在YouTube平台上公開該曲音樂錄影帶，目前《DROP》在YouTube平台上點閱次數已超過600萬次，在串流平台Spotify也累積超過300萬次串流量。2022年1月21日在Youtube平台上公開專輯內另一首歌曲《この街に晴れはこない》（台譯：晴天不會造訪這座小鎮）的音樂錄影帶。
2022年9月29日宣布參與MAISONdes的計畫，和SAKURAmoti共同製作電視動畫福星小子的片頭曲，並於動畫首集播放日的10月13日公布曲目名稱《アイウエ》，同時宣布該曲於是日上架串流平台。10月7日獻聲參與SUNTORY「ほろよい」的電視廣告樂曲「水星×今夜はブギー・バック nice vocal meets Yuri on ICE」。10月28日電視動畫福星小子的片頭曲《日语：》音樂錄影帶在YouTube平台上公開，同時宣布將在同年12月21日發售電視動畫福星小子的主題曲實體唱片。

## 作品

### 單曲
|     | 發售日        | 標題       | 規格 | 編號 | 收錄曲                      | 最高排名 | 最初收錄專輯 |
| --- | ------------- | ---------- | ---- | ---- | --------------------------- | -------- | ------------ |
| 1st | 2017年12月1日 | main actor | CD   | NONE | 1. main actor 2. プロローグ |          |              |

### 迷你專輯
|                    | 發售日           | 標題                     | 規格             | 編號             | 收錄曲                                                                                 | 最高排名         |
| Water Reflection   | Water Reflection | Water Reflection         | Water Reflection | Water Reflection | Water Reflection                                                                       | Water Reflection |
| ------------------ | ---------------- | ------------------------ | ---------------- | ---------------- | -------------------------------------------------------------------------------------- | ---------------- |
| [ 19 ]             | 2017年6月21日    | Emotional Water          | CD               | NONE             | 1. 水中リフレクション 2. 先生、あのね 3. 海と夏と君と 4. 正直日記                      |                  |
| flying DOG         |                  |                          |                  |                  |                                                                                        |                  |
| 1st                | 2019年1月30日    | カワキヲアメク（通常盤） | CD               | VTCL-35294       | 1. カワキヲアメク 2. main actor 3. ライラック 4. ホロネス                              | 14位             |
| 1st                | 2019年1月30日    | カワキヲアメク（動畫盤） | CD               | VTCL-35295       | 1. カワキヲアメク 2. main actor 3. ライラック 4. Prologue                              | 14位             |
| Warner Music Japan |                  |                          |                  |                  |                                                                                        |                  |
| 2nd                | 2021年7月21日    | DROP（初回限定盤A）      | CD               | WPCL-13311       | 1. アメヲマツ、 2. フライハイト 3. DROP 4. この街に晴れはこない 5. 君と僕の154小節戦争 | 18位             |
| 2nd                | 2021年7月21日    | DROP（初回限定盤B）      | CD               | WPCL-13312       | 1. アメヲマツ、 2. フライハイト 3. DROP 4. この街に晴れはこない 5. 君と僕の154小節戦争 | 18位             |
| 2nd                | 2021年7月21日    | DROP（通常盤）           | CD               | WPCL-13313       | 1. アメヲマツ、 2. フライハイト 3. DROP 4. この街に晴れはこない 5. 君と僕の154小節戦争 | 18位             |

### 網路配信
- アメヲマツ、

### 未發表歌曲
- アスター
- ハル-あと3cmの冬-
- FとB
- groping
- issue
- プレッシャーボーイズ
- Deep-sea fish
- 放課後オレンジヒーロー
- ETERNAL BLUE
- 留年確定
- カレーライス
- サイダーみたいだ
- 傘を忘れた日
- Summer time game!!
- 星屑のうた
- 雪見だいふくの歌
- ヘナ
- Monologue

## 外部連結
- 官方网站 （日語）
- 美波的X（前Twitter）
- 美波的X（前Twitter） (現已關閉)
- YouTube上的美波頻道